# Vladimir Lamut
Vladimir Lamut, slovenski slikar in grafik, * 19. avgust 1915, Čatež pri Brežicah, † 11. marec 1962, Novo mesto.
Večino svojega življenja je Lamut preživel v Novem mestu, kjer se je po končanem študiju na zagrebški likovni akademiji (1941) ustalil kot profesor risanja na novomeški gimnaziji. Leta 1954 se je izpopolnjeval v Parizu, v letih 1959–1960 pa v Bruslju. Slikal je v olju, od grafičnih tehnik je ustvarjal v litografiji, suhi igli in jedkanici.